# Drobnooka raža
Drobnooka raža (znanstveno ime Raja microocellata) je morska riba iz družine pravih raž.
Drobnooka raža živi na dnu odprtih plitvih morij. Razširjena je v vodah okrog Francije, Irske, Maroka, Portugalske, Španije, Velike Britanije ter Zahodne Sahare.